# Besan

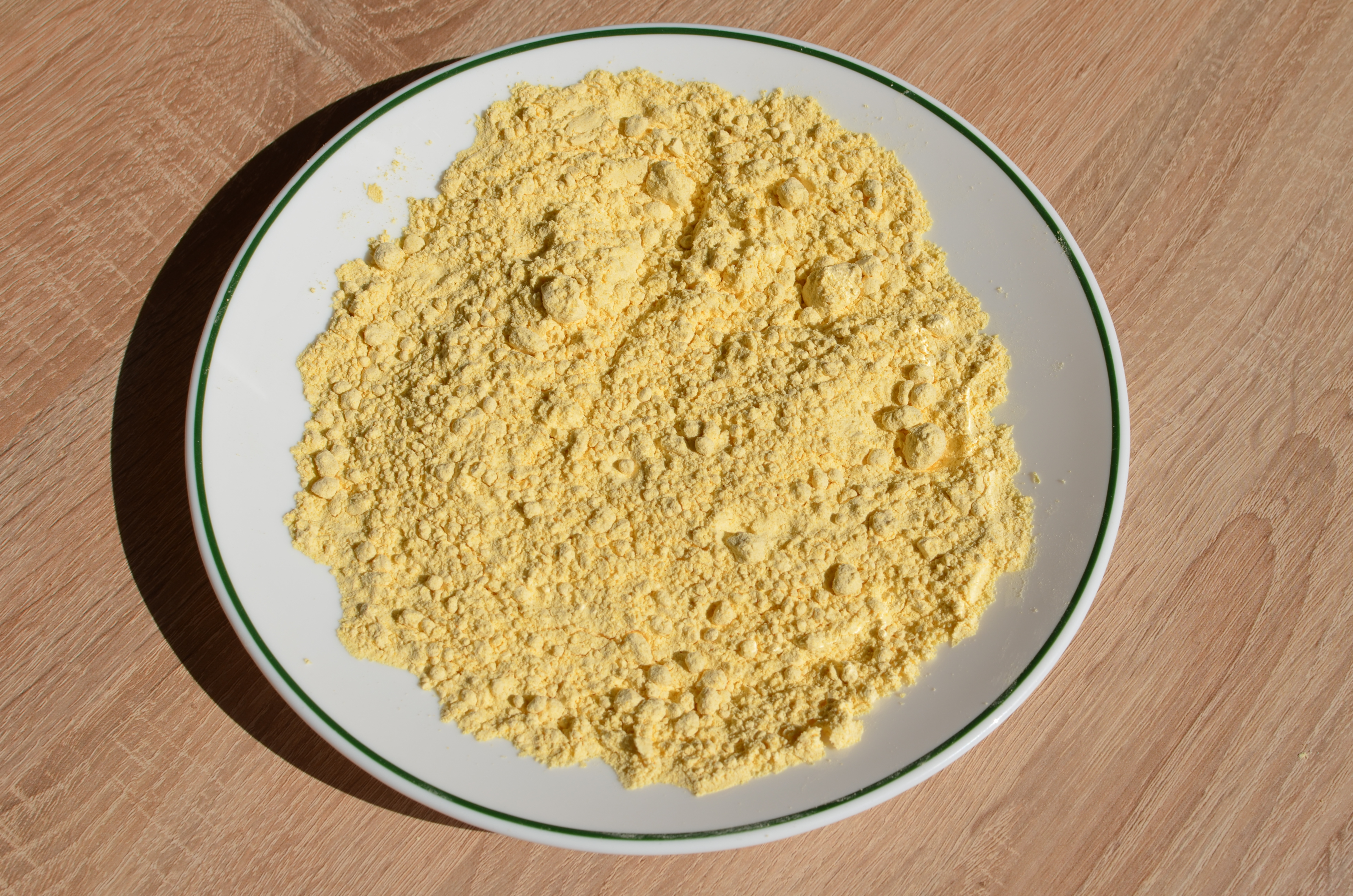
Besan

Besan, czasem mniej precyzyjnie ćana (hindi बेसन, besan, kannada ಕಡಲೆ ಹಿಟ್ಟು, kadale hittu) – rodzaj mąki otrzymywanej z jednej z indyjskich odmian ciecierzycy (Cicer arientinum). Używana jest w wielu krajach, a zwłaszcza w Indiach, gdzie stanowi istotny składnik wielu potraw lokalnej kuchni, m.in. pakory.
Niezależnie od zastosowania w kuchni, na subkontynencie indyjskim używany jest również – po zmieszaniu z wodą lub jogurtem – jako peelingowa maseczka do twarzy.